# Midyat
Midyat (reichsaramäisch ܡܕܝܕ Mëḏyaḏ; arabisch مديات, DMG Midyād; kurdisch Midyad) ist eine Stadtgemeinde (Belediye) im gleichnamigen Ilçe (Landkreis) der Provinz Mardin in der türkischen Region Südostanatolien und gleichzeitig ein Stadtbezirk der 2012 gebildeten Büyükşehir belediyesi Mardin (Großstadtgemeinde/Metropolprovinz). Seit der Gebietsreform ab 2013 ist die Gemeinde flächen- und einwohnermäßig identisch mit dem Landkreis.
Ursprünglich wurde die Stadt von den Assyrern bewohnt. Diese sind auch als Suryoye bekannt und gehören verschiedenen syrischen Kirchen an. Heute leben dort überwiegend Araber und Kurden. Midyat ist seit 1478 Sitz des syrisch-orthodoxen Bischofs. Seit 2009 residiert der Bischof im Kloster Mor Gabriel.

## Geographie
Midyat ist der Hauptort des Tur Abdin, ein Kalksteingebirge am Oberlauf des Tigris. Der Kreis/Stadtbezirk grenzt intern an Savur, Ömerli, Nusaybin und Dargeçit und extern an die Provinz Batman im Norden und an die Provinz Şirnak im Osten.
Die Stadt liegt in etwa 1000 m Höhe über dem Meeresspiegel in einer hügeligen Landschaft mit Wiesen, Äckern und Weinbergen im östlichen Zentrum der Provinz Mardin.
Durch die Stadt verläuft die Nationalstraße D 380 von Mardin nach Cizre. In Midyat beginnt die D 995, die nach Norden in die Provinz und Stadt Batman führt. Zur syrischen Grenze im Süden sind es 51 km, in die Provinzhauptstadt Mardin 81 km.

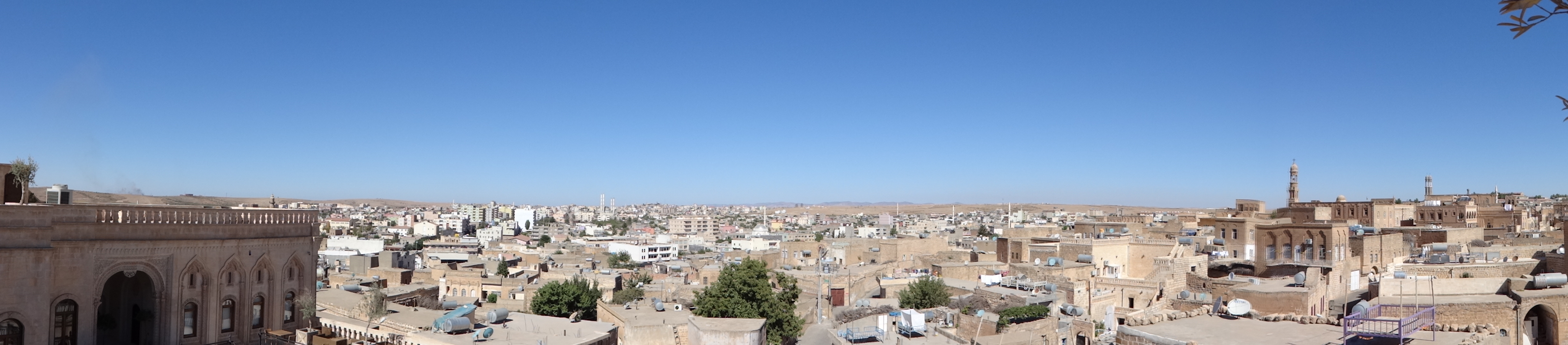
Blick über Neustadt und Altstadt

## Etymologie
Es gibt unterschiedliche Quellen über die Herkunft und Bedeutung des Namens. Laut einigen Quellen bedeutet der Name Spiegel, der sich nach vielen Änderungen aus einer Mischung aus Persisch, Arabisch und Aramäisch bildete. Nach einer anderen Theorie erhielt Midyat seinen Namen vom altassyrischen Wort Matiate, was Stadt der Höhlen bedeutet. Darauf deutet eine Inschrift auf assyrischen Tafeln hin, die unter König Aššur-nâṣir-apli II. im 9. Jahrhundert vor Christi entstand. Die Entdeckung des unterirdischen Teils der Stadt, die eben Matiate genannt wurde, bestätigt diese Theorie. Eine weitere Deutung gibt das Wort Matiate als aramäisch für meine Nachbarschaft oder meine Heimat wieder.

## Gliederung
Die Stadt besteht eigentlich aus zwei Teilen. Das eigentliche Midyat liegt im Osten und beherbergt sämtliche historische Gebäude und war das Wohngebiet der Christen. Im Westen lag die jüngere Ortschaft Estel, wo sich im 19. Jahrhundert Muslime, vor allem Kurden niederließen. Die Zweiteilung ist heute noch im Stadtbild erkennbar.
Der Landkreis (bzw. der Kaza als Vorläufer) bestand schon vor Gründung der türkischen Republik im Vilâyet Mardin. Zur ersten Volkszählung 1927 wurden 31.945 Einwohner in 133 Dörfern (auf 2.610 km² Fläche) gezählt, davon 3.918 im Verwaltungssitz.
(Bis) Ende 2012 bestand der Landkreis neben der Kreisstadt aus sechs Stadtgemeinden (Belediye) Acırlı, Çavuşlu, Gelinkaya, Şenköy, Söğütlü und Yolbaşı sowie 54 Dörfern (Köy), die im Zug der Verwaltungsreform 2013/2014 in Mahalle (Stadtviertel/Ortsteile) überführt wurden. Die zwölf existierenden Mahalle der Kreisstadt blieben erhalten, während die 21 Mahalle der sechs o. g. anderen Belediye vereint und zu je einem Mahalle verschmolzen wurden. Durch Herabstufung dieser Belediye und der Dörfer zu Mahalle stieg deren Anzahl auf 72 an. Ihnen steht ein Muhtar als oberster Beamter vor.
Ende 2020 lebten durchschnittlich 1.630 Menschen in jedem Mahalle, 11.161 Einw. im bevölkerungsreichsten (Bahçelievler Mah.), gefolgt von Bağlar Mah. (10.474 Einw.).

## Bevölkerung
Midyat war ein historisches Zentrum der Assyrer in der Türkei. Bis zum Völkermord 1915 stellten sie die überwiegende Mehrheit der Bevölkerung der Stadt. Aufgrund der Diskriminierungen im 19. und Anfang des 20. Jahrhunderts begann jedoch der christliche Bevölkerungsanteil zu schwinden. Bis 1979 war Midyat und der Tur Abdin das größte christliche Gebiet in der Türkei außerhalb Istanbuls.
1979 wurde der assyrische Bürgermeister von Dargeçit, Andreas Demir Lahdik, ermordet und gegen den Willen der Bevölkerung durch einen kurdischen Vertreter ersetzt. Bis dahin hatten die assyrischen Christen die Mehrheit in politischen Vertretung des Landkreises. Nach der Ermordung gab die muslimische Bevölkerung eine symbolische Kriegserklärung gegen die Assyrer ab, die zu einer Panik unter der christlichen Bevölkerung führte und danach zu zahlreichen Auswanderungen, unter anderem auch nach Deutschland. Kurz darauf kam es zu einer Masseneinwanderung von Kurden aus den nördlichen Gebieten, was zu einer demographischen Verschiebung führte. Diese wurde noch zu Ungunsten der Assyrer verstärkt, als 1984 der Kampf mit der PKK zahlreiche Opfer forderte. Die Assyrer steckten nun in einer Zwickmühle: Vom türkischen Staat der Illoyalität verdächtigt (da keine Türken und keine Muslime) und von der PKK verdächtigt, sie an den Staat zu verraten, um sich bei diesem beliebt zu machen. Von 50.000 Einwohnern im Jahre 1975 blieben am Ende des Konfliktes 1999 nur 2.000 Einwohner übrig.
Es wird angenommen, dass bis in die frühen 1960er Jahre Midyat von mehr als 500 Familien bewohnt war. Die Aramäer und Assyrer stellten über 90 % der Bevölkerung dar. Heute gibt es schätzungsweise noch 120 christliche Familien, die in Midyat wohnen, hingegen mindestens 60.000 kurdische Einwohner, von denen die meisten aus anderen Dörfern kommen.
Seit 2011 wanderten circa 100 bis 300 assyrische Christen aus Syrien ein, die vor dem Bürgerkrieg in Syrien nach Midyat geflohen sind. Die Assyrer machen heute nur noch 1 % der ansässigen Bevölkerung aus.

## Politik
Bürgermeister von Midyat ist seit 2012 Veysi Şahin von der AKP (Partei für Gerechtigkeit und Aufschwung); er wurde 2019 mit 57,93 % wiedergewählt. Im Kreis Midyat erzielte die AKP 52, 59 %, die HDP (Demokratische Partei der Völker) 34,02 %, die Sertaç Alğaç 6,53 %, die Iyi Parti (Gute Partei) 1,7 %, die CHP (Republikanische Volkspartei) 1,4 % und die SAADET (Partei der Glückseligkeit) 1,39 %.

## Sehenswürdigkeiten

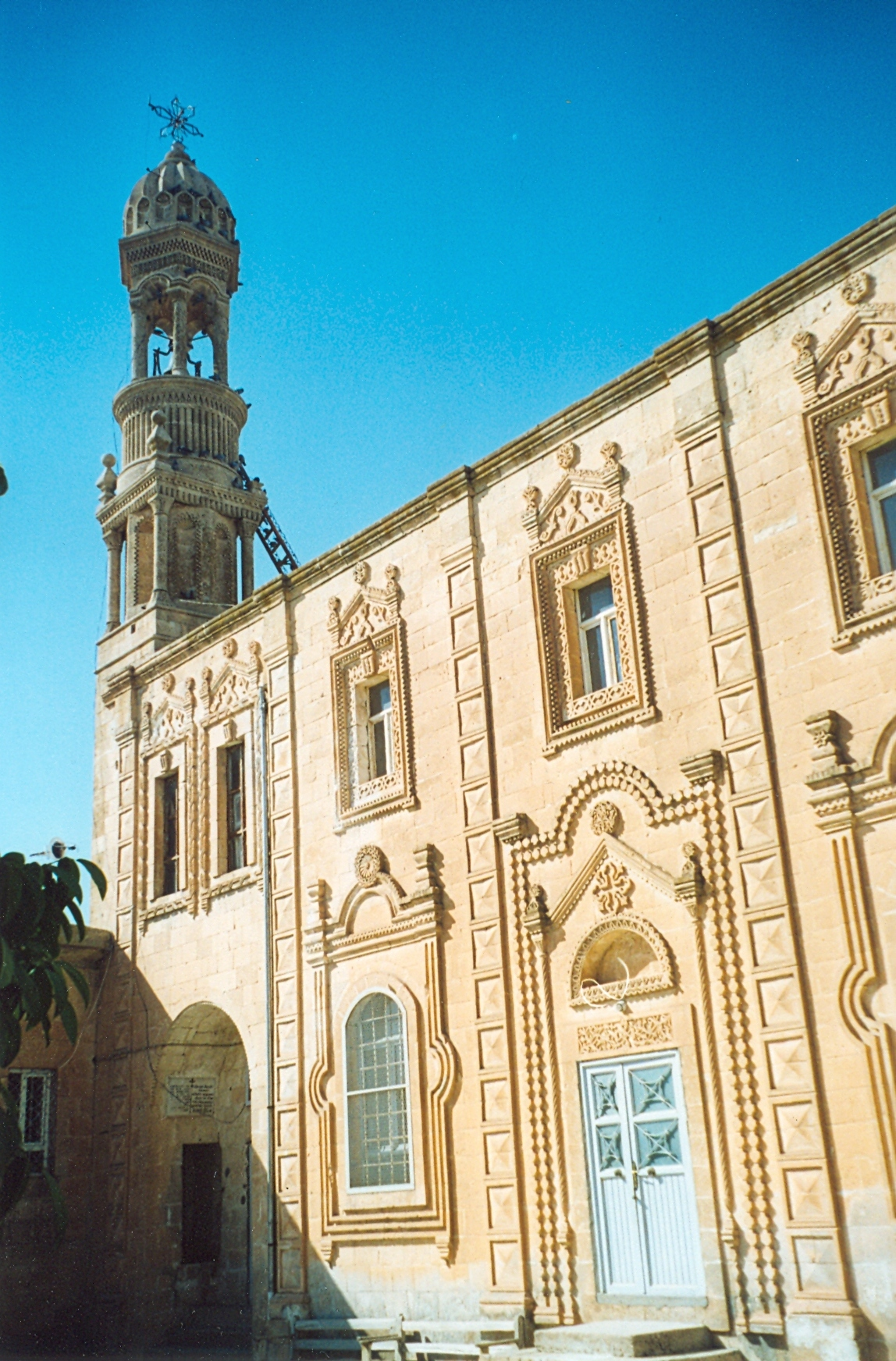
Die syrisch-orthodoxe Mor-Scharbel-Kirche

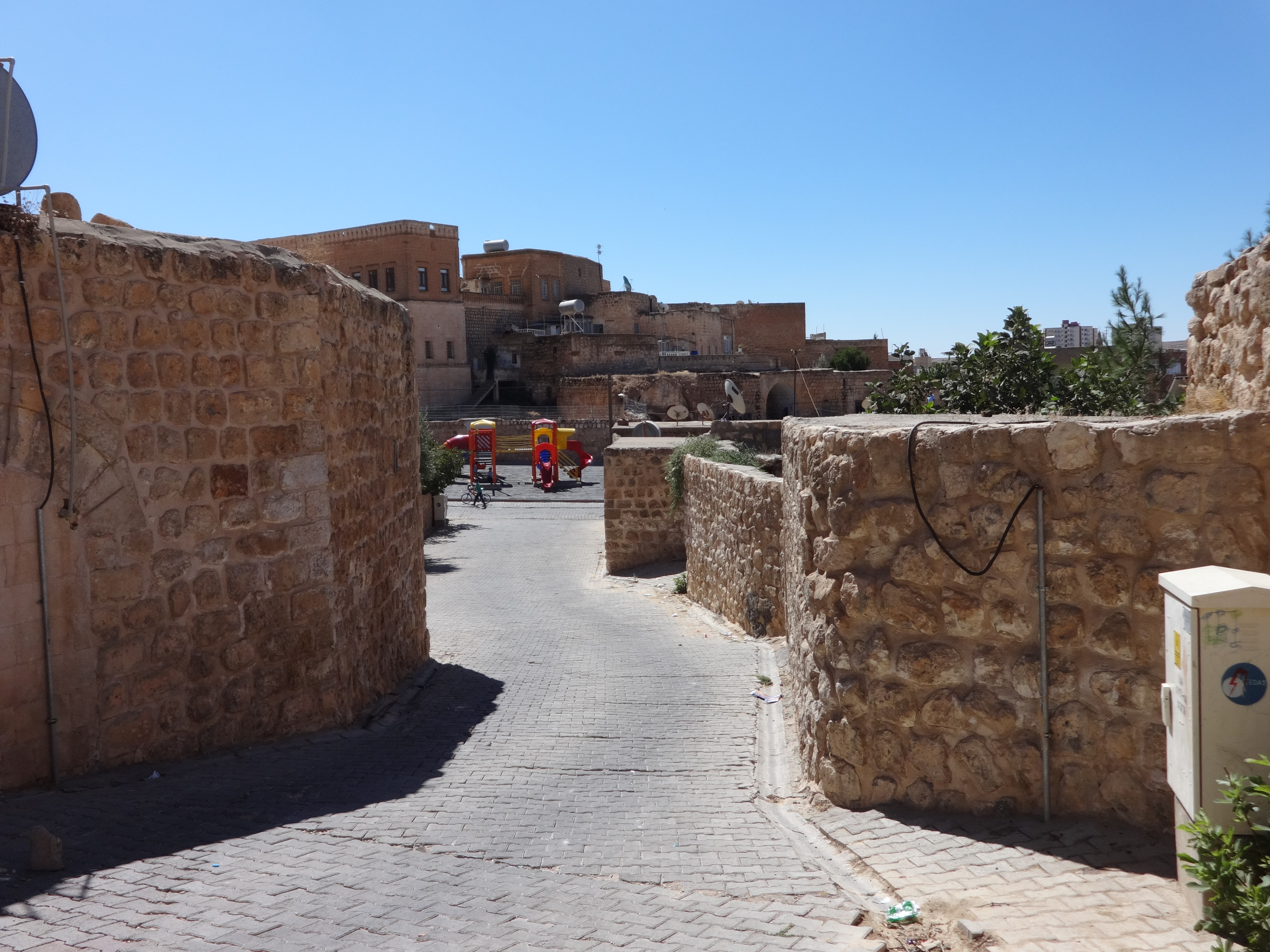
In der Altstadt

In Midyat wurde 2020 eine unterirdische Stadt entdeckt, die Matiate genannt wird, mind. 1900 Jahre durchgehend bewohnt war und bis zu 70.000 Einwohner beherbergt haben könnte.
Midyat ist außerdem bekannt für seine sechs Kirchen:
- Mart Schmuni, aus dem 7. Jahrhundert
- Mor Barsaumo (auch: Mor Bardsomo)
- Mor Akhsnoyo (auch: Mar Philoxenos Aksenaja), nach dem Hl. Philoxenos von Mabbug aus dem 6. Jahrhundert
- Mor Scharbel

diese Kirchen stehen zurzeit leer, da die Mitglieder ihrer Gemeinden nach Europa geflohen sind.
- die protestantische Kirche Joldath Aloho (Marienkirche), 19. Jahrhundert

Daneben gibt es noch das
- Kloster Mor Abrohom, das auch heute noch bewohnt ist.

In der näheren Umgebung von Midyat finden sich noch weitere Sakralbauten:
- Kloster Dyro in Daslibo oder Çatalçam bzw. Dersalib
- Kirche in Zaz bzw. Izbirak
- Klosterburg in Gülgöze (= Aynwardo)  mit der Kirche Mor Had Bschabo.

Das Kloster Mor Gabriel liegt etwa 20 km von Midyat entfernt. Ebenfalls im Landkreis Midyat liegen die Orte Altıntaş (Keferze) und Anıtlı (Hah), in denen einige Kirchen und Klöster liegen.

## Wappen
Am 5. März 2019 hatte V. Şahin, der AKP-Bürgermeister der Stadt, das Stadtwappen geändert und das jesidische Symbol, den Pfau, aus dem Wappen entfernt. Stattdessen wurde eine Moschee eingefügt, die laut dem Bürgermeister einen jesidischen Tempel darstellen sollte. Nach Protesten der HDP, die sich von der AKP getäuscht fühlte, wurde das Wappen am 22. Juli 2019 erneut geändert und ein jesidischer Tempel ins Stadtwappen eingefügt.

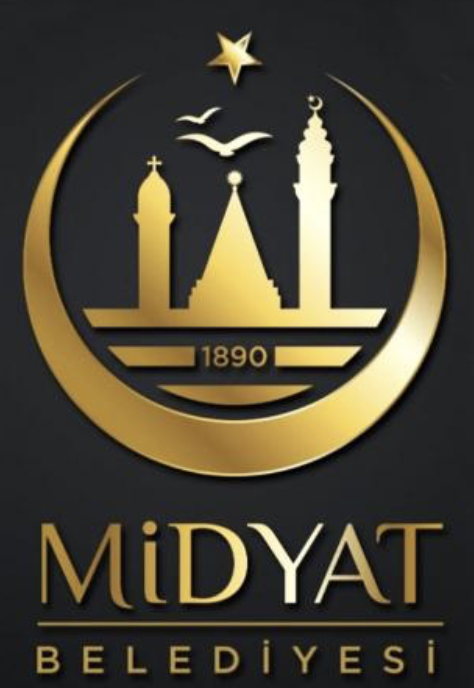
Wappen der Stadt Midyat seit 22. Juli 2019.

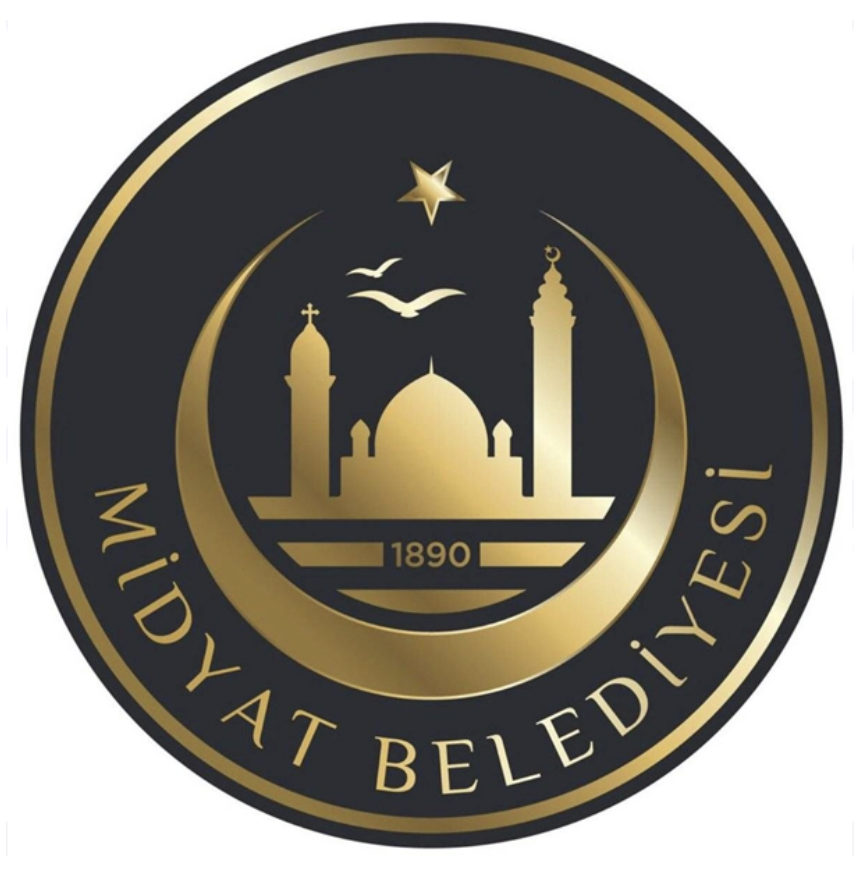
Wappen der Stadt Midyat vom 5. März bis 22. Juli 2019.

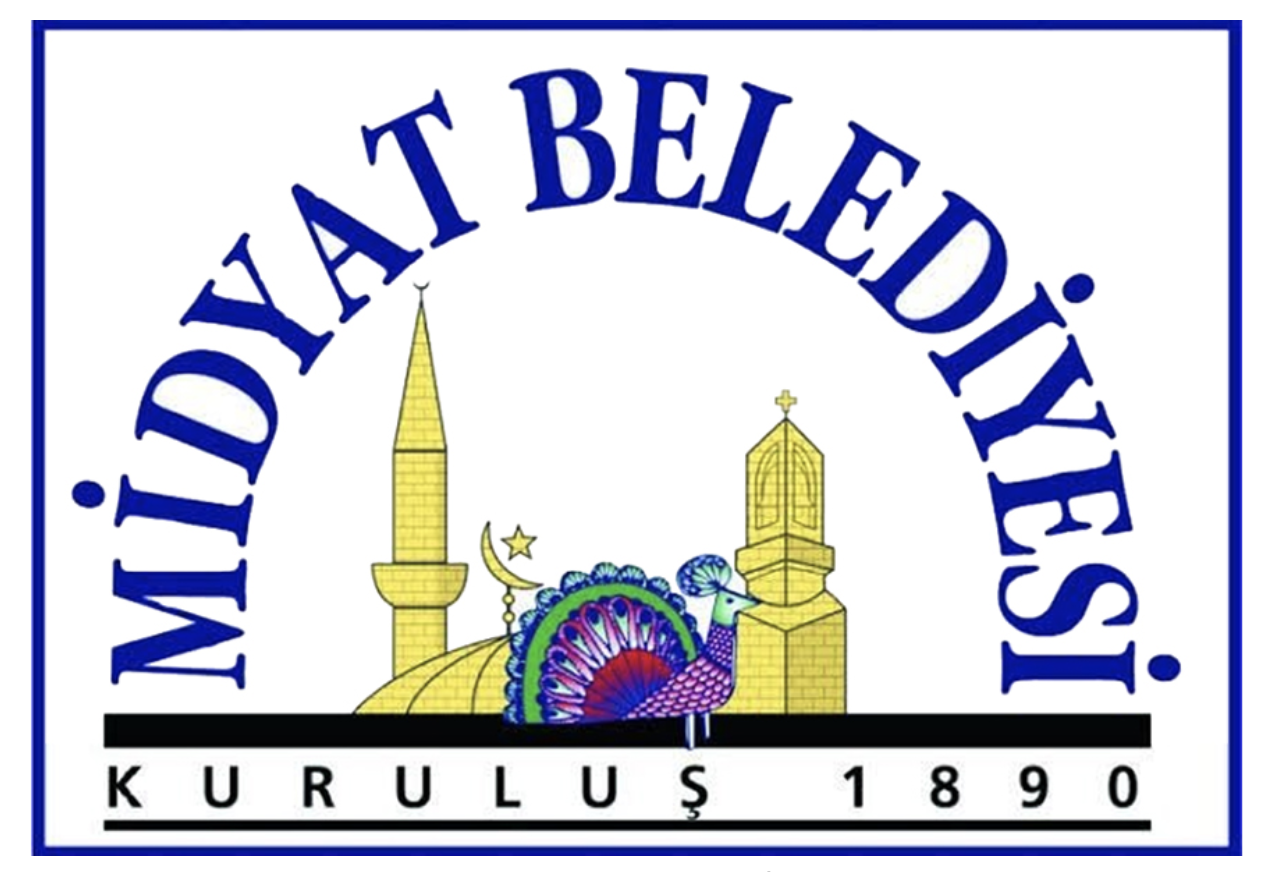
Wappen der Stadt Midyat bis zum 4. März 2019.

## Wirtschaft
In wirtschaftlicher Hinsicht ist Midyat bekannt für seine Telkari genannten Silberschmiede- und Filigranarbeiten. Daneben ist die Stadt noch für ihre Steinmetz-Arbeiten (Katori oder Nahid) bekannt. Ansonsten ist der Landkreis landwirtschaftlich geprägt. Bekannt ist Midyat für eine besondere Form des Bulgurs, den Midyat Bulgur sowie für assyrischen Wein, Süryani şarabı.

## Geschichte

Die syrisch-orthodoxe Mor-Barsaumo-Kirche, Midyat

Midyat liegt im Zentrum eines Kalksteinplateaus, seine ländliche Landschaft umfasst 80 Dörfer mit über 100 Kirchen und 70 Klöstern. Die Region wurde seit der assyrischen Zeit besiedelt und wurde von vielen verschiedenen Reichen regiert, darunter die Mitanni, Assyrer, Aramäer, Armenier, Meder, Perser, Griechen, Römer, Byzantiner, Abbasiden, Seldschuken und Osmanen. 
Midyat wird bereits im 13. Jahrhundert v. Chr. in den assyrischen Annalen vom assyrischen König Aschschur-nasir-apli schriftlich erwähnt:
„Ich habe mir Matiate (= Midyat) und seine Dörfer unterworfen; ich nahm von dort reiche Beute mit und legte ihnen Tribut und schwere Steuern auf.“
Im 6. Jahrhundert v. Chr. war Midyat Teil des Achämenidenreiches; 330 v. Chr. wurde es von Alexander dem Großen erobert. 320 v. Chr. gehörte es bis zum 2. Jahrhundert v. Chr. zum Seleukidenreich. Danach war es die Grenzregion des Partherreiches und war ab 193 als Provinz Mesopotamia Teil des Römischen Reiches. Laut späteren Überlieferungen sollen die Menschen schon im 1. Jahrhundert von den Aposteln Thomas und Thaddäus zum Christentum bekehrt worden sein.
640 lösten die Araber unter den Umayyaden das Byzantinische Reich ab. 750 übernahmen die Abbasiden die Macht. Zum Höhepunkt des Abbasiden-Kalifats, unter dem Kalifen Harun ar-Raschid, wurde Midyat und dessen Gebiet einem großen Wiederaufbau von ganzen Dörfern und Gebäuden unterzogen.
1101 fiel die ganze Gegend an die Dynastie der Ortoqiden, die zunächst unter der Oberhoheit der Seldschuken das Land regierten. Muin ad-Din Sökmen I. regierte als Emir von Mardin auch über Midyat. Seine Nachfolger herrschten bis 1409, als die Linie der Ortoqiden erlosch. 1402 zogen die Mongolen unter Timur auf ihren Weg nach Ankara plündernd durch den Tur Abdin. Zwischen 1235 und 1243 verloren die Seldschuken das Gebiet an die Mongolen und die Ortoqiden wurden Vasallen der Ilchane. Nachfolger der Ortoqiden war die turkmenische Stammesföderation Aq Qoyunlu (deutsch: weiße Hammel). 1451 eroberten die Qara Qoyunlu (deutsch: schwarze Hammel), die Erzfeinde der Aq Qoyunlu, Mardin und die Umgebung; dazu gehörte auch Midyat.
Seit 1478 ist Midyat Bischofssitz in der syrisch-orthodoxen Kirche. 1507 eroberte der Schah von Persien, Ismail I. Midyat und Mardin, musste sich aber schon 1514 nach der verlorenen Schlacht bei Tschaldiran gegen die Osmanen unter Sultan Selim I. aus Anatolien zurückziehen. Seitdem herrschten die Osmanen, die 1923 von der Republik Türkei abgelöst wurden.
1810 wurde der Kreis Midyat gebildet, 1890 der Ort zur Stadt erhoben – ersichtlich auch am Stadtwappen.
Auf Grund der Diskriminierung der christlichen Bevölkerung (u. a. Waffenverbot, Steuerlast bis 60 %) und der zahlreichen Plünderungen durch Mongolen und türkische sowie kurdische Stämme in der Hochebene Tur Abdins, die Ende des 14., 19. und Anfang des 20. Jahrhunderts mit Massakern im Zuge des Völkermords von 1915 ihren Höhepunkt erreichten, wurde die christliche Bevölkerung stark dezimiert.
1855 verwüstete der Kurdenführer Êzdan Şêr den Tur Abdin, brannte die Ernten nieder und raubte assyrische Frauen und Kinder als Sklaven. Die kurdischen Überfälle dauerten bis 1877 an, als die Söhne des Kurdenführers Badr Khan die Städte Mardin, Midyat und Nusaybin eroberten und ein kurdisches Emirat ausriefen. Acht Monate später gelang es einer osmanischen Armee zusammen mit den Assyrern, die Kurden zu besiegen und zu vertreiben.
Nach den ersten Pogromen gegen Armenier im Osmanischen Reich 1894 bis 1896 (die sogenannten Hamidischen Massaker) verstärkten sich unter Sultan Abdülhamid II. die Repressionen auf die nichtislamische Bevölkerung Midyats. Abdülhamid II. ließ eine Armee aus kurdischen Verbänden bilden, die Hamidiye Alaylari (deutsch: Hamidis Kavallerie), die bestimmt war, nichtislamische Gebiete im Südosten Anatoliens zu überwachen. Da diese Truppe nur dem Sultan unterstand, konnte sie wahllos die christliche Bevölkerung der Gegend schikanieren.
1913 berichtet Isaac Armalto in seinem Reisebericht, dass in Midyat zwischen 6000 und 7000 Menschen lebten. Die Mehrheit seien Syrisch-Orthodoxe Christen, dazu 80 protestantische Familien, 30 syrisch-katholische, chaldäische und armenische, dazu 50 muslimische Familien.
Im Juli 1914 beschloss die osmanische Regierung eine "Mobilmachung" (Safarbarlık). Alle Männer in Midyat zwischen 20 und 45 Jahren wurden in Ketten abgeführt, um der Armee beim Straßenbau zu dienen. Keiner kam zurück. Am 6. Juli 1915 griffen die kurdischen Kavallerieverbände und die Armee Midyat an, ermordeten Frauen und Kinder und plünderten die Stadt. Nur wenige Christen konnten Zuflucht in den benachbarten arabischen Ländern, überwiegend in Syrien und im Libanon, finden. Nach 1930 wurde die Stadt mit Häusern und Kirchen wieder aufgebaut. Die Zahl der christlichen Einwohner stieg leicht an.

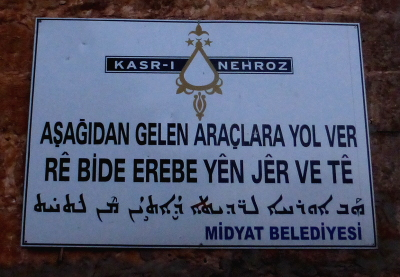
Dreisprachiges Schild in der Altstadt

Im Jahr 2020 entdeckten Archäologen in Midyat den Eingang zu einer unterirdischen Felsbaustadt. Sie gaben dieser den Namen Matiate ("Stadt der Höhlen"). In Matiate gefundene Gegenstände lassen darauf schließen, dass das Höhlennetz im 2. und 3. Jahrhundert n. Chr. bewohnt war. Archäologen schätzen, dass die unterirdische Stadt über 1900 Jahre von 60.000 bis 70.000 Menschen besiedelt war und größer ist als alle zuvor gefundenen Höhlenstädte in der Türkei (wie Kaymaklı und Derinkuyu in Kappadokien).

## Klima
Midyat hat ein semiarides Klima mit sehr heißem und trockenem Sommer und nassen, teilweise schneereichen Wintern. Oft schneit es zwischen Dezember und März ein bis zwei Wochen lang und die Temperaturen können bis auf −10° sinken. Im Sommer ist es im Juli und August am heißesten mit einem Tagesmittel von 30°. Die bisherige Höchsttemperatur im Sommer betrug 48,8°. Die Sonne scheint im Durchschnitt über 3000 Stunden pro Jahr.
|                        | Jan  | Feb   | Mär  | Apr  | Mai  | Jun  | Jul  | Aug  | Sep  | Okt  | Nov  | Dez   |   |       |
| Mittl. Temperatur (°C) | 3,1  | 4,1   | 8,2  | 13,7 | 19,7 | 25,8 | 30,0 | 29,6 | 25,2 | 1,6  | 7,7  | 2,7   | ⌀ | 14,3  |
| Mittl. Tagesmax. (°C)  | 6,1  | 7,5   | 12,0 | 17,7 | 24,2 | 30,9 | 35,3 | 34,9 | 30,4 | 23,1 | 14,4 | 8,2   | ⌀ | 20,5  |
| Mittl. Tagesmin. (°C)  | 0,6  | 1,3   | 4,7  | 9,9  | 15,1 | 20,2 | 24,6 | 24,6 | 20,6 | 14,6 | 7,7  | 2,7   | ⌀ | 12,3  |
|                        |      |       |      |      |      |      |      |      |      |      |      |       |   |       |
| Niederschlag (mm)      | 99,8 | 110,7 | 94,6 | 75,5 | 37,7 | 8,3  | 3,3  | 1,2  | 4,1  | 33,3 | 68,7 | 104,2 | Σ | 641,4 |
|                        |      |       |      |      |      |      |      |      |      |      |      |       |   |       |
| Regentage (d)          | 10,6 | 10,6  | 10,7 | 9,9  | 6,6  | 1,7  | 0,5  | 0,2  | 0,7  | 5,3  | 7,4  | 10,2  | Σ | 74,4  |

| 0,6 |

| 1,3 |

| 4,7 |

| 9,9 |

| 15,1 |

| 20,2 |

| 24,6 |

| 24,6 |

| 20,6 |

| 14,6 |

| 7,7 |

| 2,7 |

| 0,6 |

| 1,3 |

| 4,7 |

| 9,9 |

| 15,1 |

| 20,2 |

| 24,6 |

| 24,6 |

| 20,6 |

| 14,6 |

| 7,7 |

| 2,7 |

## Persönlichkeiten
- Gabriel Asaad (1907–1997), assyrischer Musiker
- Emanuel Aydin (* 1947), syrisch-orthodoxer Chorepiskopos
- Yusuf Çetin (* 1954), syrisch-orthodoxer Metropolit und Patriarchalvikar
- Ali Atalan (* 1968), deutsch-türkischer Politiker
- Hatune Dogan (* 1970), syrisch-orthodoxe Klosterschwester und Philanthropin
- David Erkalp (* 1974), deutsch-türkischer Politiker (CDU)